# Pièce de 1 euro
La pièce de 1 euro est la septième pièce (par ordre de valeur croissante) en euro en circulation. Elle est émise par les pays de la zone euro et par les pays ayant établi des accords avec les autorités européennes (Andorre, Monaco, Saint-Marin et le Vatican), soit actuellement par 24 pays. Émise à partir de 1999, elle est en circulation depuis 2002 dans les pays ayant adopté l'euro.
Au 1er janvier 2025, il y avait 8 462 323 833 pièces de 1 euro en circulation au sein de la zone euro.

## Spécifications techniques

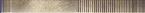
Tranche de la pièce de 1 euro.

La pièce est bimétallique. Son cœur est formé d'un sandwich de 3 couches : cupronickel / nickel / cupronickel. L'anneau est en maillechort, un alliage composé de cuivre (75%), de zinc (20%) et de nickel (5%). Le nickelage protège la pièce de la corrosion et lui apporte des caractéristiques électriques et magnétiques précises (afin d'être reconnaissables par les systèmes de paiement publics) mais l'élément nickel est sous forme de sandwich ou d'alliage pour réduire son allergénicité.
Elle a un diamètre de 23,25 mm, une épaisseur de 2,33 mm et une masse de 7,5 g. La tranche présente des parties cannelées et des parties lisses en alternance.
La pièce est frappée en frappe médaille, ce qui signifie que les deux faces de la pièce apparaissent dans le même sens si on la fait pivoter sur son axe vertical.
La pièce est émise avec un revers commun à tous les pays émettant des pièces en euro et un avers national choisi par le pays émetteur selon les spécifications émises par les autorités européennes.

## Description des pièces

### Revers: faces communes
| 1999-2007 | Zone euro, Carte de l'Europe des 15 | Zone euro, Carte de l'Europe des 15 |
| 1999-2007 | La valeur nominale 1 EURO dont le mot EURO est superposé à une carte de l'Union européenne, à droite, montrant les 15 premiers États-membres, symbolisant l'union de nations. La carte est posée sur 6 lignes verticales sur lesquelles sont apposées une étoile, en haut et en bas de chaque ligne. |                                     |
| 1999-2007 | Graveur : Luc Luycx |                                     |

| 2007- | Zone euro, Carte du continent européen | Zone euro, Carte du continent européen |
| 2007- | La valeur nominale 1 EURO dont le mot EURO est superposé à une carte du continent européen sans aucune frontière. La carte est posée sur 6 lignes verticales sur lesquelles sont apposées une étoile, en haut et en bas de chaque ligne. À la suite de l'élargissement de l'Union européenne en 2004 et l'adoption de l'euro par la Slovénie en 2007, la face commune qui représentait l'Europe des 15 fut revue, sur décision du Conseil des ministres de l'Union européenne de 2005, pour y faire figurer tous les pays d'Europe et éviter de devoir changer la carte à chaque élargissement. Les pays doivent adopter le nouveau revers, au plus tard en 2008. Tous les pays utilisant déjà l'euro adoptent le nouveau revers dès 2007, à l'exception de l'Autriche, l'Italie, le Portugal, Saint-Marin, le Vatican, qui l'adoptent en 2008. |                                        |
| 2007- | Graveur : Luc Luycx |                                        |

### Avers: Faces nationales
| 2002- | Allemagne, Aigle héraldique | Allemagne, Aigle héraldique |
| 2002- | L'aigle héraldique, symbole de l'Allemagne et également présente sur les armoiries de l'Allemagne, au-dessus du millésime. Le tout est entouré des douze étoiles du drapeau européen sur l'anneau externe, sur un fond légèrement strié horizontalement. |                             |
| 2002- | Graveur : Heinz Hoyer Sneschana Russewa-Hoyer |                             |

| 2014- | Andorre, Casa de la Vall | Andorre, Casa de la Vall |
| 2014- | La Casa de la Vall, siège du Conseil général, à Andorre-la-Vieille. En bas, la mention du pays émetteur ANDORRA et le millésime. Le tout est entouré des douze étoiles du drapeau européen sur l'anneau externe. |                          |
| 2014- | Graveur : Jordi Puy Segura. |                          |

| 2002- | Autriche, Mozart | Autriche, Mozart |
| 2002- | Le buste du compositeur Wolfgang Amadeus Mozart (1756-1791), tourné légèrement vers la droite, avec sa signature sur son épaule droite. À droite est reprise la valeur nominale, en deux lignes, 1 EURO, au-dessus du drapeau autrichien, représenté selon les conventions héraldiques (hachures verticales pour le rouge, aucune hachure pour le blanc). À gauche, le millésime. Le tout est entouré des douze étoiles du drapeau européen sur l'anneau externe. |                  |
| 2002- | Graveur : Josef Kaiser |                  |

| 1999-2007 | Belgique, Roi Albert II, 1er type | Belgique, Roi Albert II, 1er type |
| 1999-2007 | L'effigie d'Albert II (1934- ), Roi des Belges, tournée vers la gauche et entourée des douze étoiles du drapeau européen sur l'anneau. Les étoiles sont interrompues, à droite, par le monogramme royal d'Albert II et par le millésime. |                                   |
| 1999-2007 | Graveur : Jan Alfons Keustermans |                                   |

| 2008 | Belgique, Roi Albert II, 2e type | Belgique, Roi Albert II, 2e type |
| 2008 | L'effigie d'Albert II (1934- ), Roi des Belges, tournée vers la gauche. À droite, le monogramme royal d'Albert II au-dessus des lettres BE représentant le pays émetteur. Sous l'effigie, le millésime. Le tout est entouré des douze étoiles du drapeau européen sur l'anneau externe. La Belgique se met en conformité avec les nouvelles règles européennes pour l'émission de pièces en euro, ajoutant la mention du pays et déplaçant le monogramme et le millésime pour ne pas interrompre le cercle d'étoiles. L'effigie du Roi Albert II est légèrement retouchée. |                                  |
| 2008 | Graveur : Jan Alfons Keustermans |                                  |

| 2009-2013 | Belgique, Roi Albert II, 3e type | Belgique, Roi Albert II, 3e type |
| 2009-2013 | L'effigie d'Albert II (1934- ), Roi des Belges, tournée vers la gauche. À droite, le monogramme royal d'Albert II au-dessus des lettres BE représentant le pays émetteur. Sous l'effigie, le millésime. Le tout est entouré des douze étoiles du drapeau européen sur l'anneau externe. L'effigie du Roi Albert II est modifiée à nouveau pour reprendre son apparence d'origine, en raison de la réglementation européenne ne l'autorisant pas à modifier l'effigie du roi. |                                  |
| 2009-2013 | Graveur : Jan Alfons Keustermans |                                  |

| 2014- | Belgique, Roi Philippe | Belgique, Roi Philippe |
| 2014- | L'effigie de Philippe (1960- ), Roi des Belges, tournée vers la droite. À gauche, le monogramme royal de Philippe au-dessus des lettres BE représentant le pays émetteur. Sous l'effigie, le millésime. Le tout est entouré des douze étoiles du drapeau européen sur l'anneau externe. L'effigie du Roi Philippe remplace celle de son père à la suite de l'accession au trône de Philippe, le 21 juillet 2013. |                        |
| 2014- | Graveur : Luc Luycx |                        |

| 2008- | Chypre, Idole de Pomos | Chypre, Idole de Pomos |
| 2008- | L'Idole de Pomos, sculpture en forme de croix datant de la préhistoire et trouvée près du village de Pomos, entouré de chaque côté de la mention du nom du pays émetteur en grec KYΠPOΣ et en turc KIBRIS. En bas, à droite, le millésime. Le tout est entouré des douze étoiles du drapeau européen sur l'anneau externe. |                        |
| 2008- | Graveur : Tatiana Soteropoulos et Erik Maell |                        |

| 2023- | Croatie, Martre | Croatie, Martre |
| 2023- | Sur la partie centrale de la face nationale de la pièce figure le motif d’une martre. À l’arrière-plan se trouve le damier croate, élément des armoiries de la République de Croatie. L’inscription du pays émetteur «HRVATSKA» figure en haut à gauche et l’année d’émission en bas à droite |                 |
| 2023- | Graveur : Jagor Šunde |                 |

| 1999-2009 | Espagne, Roi Juan Carlos Ier, 1er type | Espagne, Roi Juan Carlos Ier, 1er type |
| 1999-2009 | Le buste de Juan Carlos Ier (1938- ), Roi d'Espagne, tourné légèrement vers la gauche. À gauche, la mention du pays émetteur ESPAÑA en creux. Le tout est entouré des douze étoiles du drapeau européen, dont 4 sont en creux et 8 en relief, entre lesquelles est apposé le millésime en 2 parties, sur l'anneau extérieur. |                                        |
| 1999-2009 | Graveur : Luis José Díaz |                                        |

| 2010-2014 | Espagne, Roi Juan Carlos Ier, 2e type | Espagne, Roi Juan Carlos Ier, 2e type |
| 2010-2014 | Le buste de Juan Carlos Ier (1938- ), Roi d'Espagne, tourné légèrement vers la gauche. À gauche, la mention du pays émetteur ESPAÑA en relief. À gauche, au niveau du menton du roi, apparaît le millésime. Le tout est entouré des douze étoiles du drapeau européen, sur l'anneau extérieur. L'Espagne se met en conformité avec les nouvelles règles européennes pour l'émission de pièces en euro, en présentant désormais l'ensemble des étoiles de la même façon (en relief) et en déplaçant le millésime. |                                       |
| 2010-2014 | Graveur : Luis José Díaz |                                       |

| 2015- | Espagne, Roi Felipe VI | Espagne, Roi Felipe VI |
| 2015- | L'effigie de Felipe VI (1968- ), Roi d'Espagne, tourné vers la gauche. À gauche, la mention du pays émetteur ESPAÑA suivie du millésime. Le tout est entouré des douze étoiles du drapeau européen, sur l'anneau extérieur. L'effigie du Roi Felipe VI remplace celle de son père à la suite de l'accession au trône de Felipe, le 19 juin 2014. |                        |
| 2015- | Graveur : |                        |

| 2011- | Estonie, Carte de l'Estonie | Estonie, Carte de l'Estonie |
| 2011- | La carte de l'Estonie en relief au-dessus de la mention du pays émetteur EESTI et en dessous du millésime. Le tout est entouré des douze étoiles du drapeau européen sur l'anneau extérieur. |                             |
| 2011- | Graveur : Lembit Lõhmus |                             |

| 1999-2006 | Finlande, Cygnes, 1er type | Finlande, Cygnes, 1er type |
| 1999-2006 | Deux cygnes en vol au-dessus d'un paysage composé d'un lac et de collines. À droite, sur une colline, le millésime. Le tout est entouré des douze étoiles du drapeau européen sur l'anneau extérieur. |                            |
| 1999-2006 | Graveur : Pertti Mäkinen |                            |

| 2007- | Finlande, Cygnes, 2e type | Finlande, Cygnes, 2e type |
| 2007- | Deux cygnes en vol au-dessus d'un paysage composé d'un lac et de collines. À droite, sur une colline, le millésime. Un peu plus haut, sous l'aile d'un des cygnes, la mention du pays émetteur représenté par les lettres FI. Le tout est entouré des douze étoiles du drapeau européen sur l'anneau extérieur. |                           |
| 2007- | Graveur : Pertti Mäkinen |                           |

| 1999-2021 | France, Arbre | France, Arbre |
| 1999-2021 | Un arbre stylisé dans un hexagone, représentant la France, entouré par la devise de la France LIBERTÉ ÉGALITÉ FRATERNITÉ. Le tout est entouré des douze étoiles du drapeau européen, sur l'anneau extérieur, sur un entrecroisement de lignes, entre lesquelles est indiqué le millésime en 2 parties. |               |
| 1999-2021 | Graveur : Joaquin Jimenez |               |

| 2022- | France, 2ème arbre de vie | France, 2ème arbre de vie |
| 2022- | La pièce est constituée de la devise française, d'hexagones montants, les étoiles du drapeau européen, des lignes de force, de la corne d'abondance en bas, à côté du millésime, des initiales RF de la France et celles de Joaquim Jimenez et des feuilles de chêne et d'olivier. |                           |
| 2022- | Graveur : Joaquin Jimenez |                           |

| 2002- | Grèce, Drachme antique | Grèce, Drachme antique |
| 2002- | Une pièce d'une tétradrachme athénienne représentant une chouette et une branche d'olivier, symbole de la déesse grecque de la sagesse, Athéna et comportant l'inscription (en grande partie cachée) ΑθΕ, abréviation de ΑΘΗΝΑΙΟΝ (athénien). Superposé à l'inscription, la valeur nominale en grec, 1 ΕΥΡΩ, en 2 lignes. Le tout est entouré des douze étoiles du drapeau européen, entre lesquels est indiqué le millésime en deux parties, sur l'anneau extérieur. |                        |
| 2002- | Graveur : Geórgios Stamatópoulos |                        |

| 2002- | Irlande, Harpe | Irlande, Harpe |
| 2002- | La harpe gaélique de Brian Boru, symbole de l'Irlande et présente sur les armoiries du pays, entourée à gauche de la mention du pays émetteur éıʀe et, à droite, du millésime. Le tout est entouré des douze étoiles du drapeau européen, sur l'anneau extérieur. |                |
| 2002- | Graveur : Jarlath Hayes |                |

| 2002- | Italie, Homme de Vitruve | Italie, Homme de Vitruve |
| 2002- | L'Homme de Vitruve, dessiné par Léonard de Vinci, vers 1492, montrant les proportions du corps humains à l'aide de la représentation de deux hommes nus l'un derrière l'autre dans un carré (débordant sur l'anneau extérieur) et dans un cercle (la limite entre le cœur de la pièce et l'anneau). Tous les deux écartent plus ou moins fortement les bras. L'homme de derrière écarte également les jambes. Au-dessus du carré, la mention du pays émetteur représenté par les lettres R et I (pour Repubblica italiana) superposées. À droite, le millésime. Le tout est entouré des douze étoiles du drapeau européen, sur l'anneau extérieur. |                          |
| 2002- | Graveur : Laura Cretara |                          |

| 2014- | Lettonie, Jeune Lettone | Lettonie, Jeune Lettone |
| 2014- | L'effigie d'une jeune Lettone, appelée Milda, telle qu'elle apparaissait sur les pièces de 5 lats de 1929, tournée vers la droite et entourée de la mention du pays émetteur LATVIJAS REPUBLIKA. À gauche, le millésime. Le tout est entouré des douze étoiles du drapeau européen, sur l'anneau extérieur. |                         |
| 2014- | Graveur : Guntars Sietiņš |                         |

| 2015- | Lituanie, Vytis | Lituanie, Vytis |
| 2015- | Le chevalier Vytis, tel que présent sur les armoiries de la Lituanie, brandissant une épée dans la main droite et se protégeant avec un bouclier ornée d'une double croix au bras gauche. Le cheval se cabre. En bas, la mention du pays émetteur LIETUVA. En haut à droite, le millésime. Le tout est entouré des douze étoiles du drapeau européen sur l'anneau extérieur dont le fond est strié verticalement. |                 |
| 2015- | Graveur : Antanas Žukauskas |                 |

| 2002- | Luxembourg, Grand-Duc Henri | Luxembourg, Grand-Duc Henri |
| 2002- | L'effigie stylisée d'Henri (1955- ), Grand-Duc de Luxembourg, tournée vers la droite et dont la partie arrière est cachée par le millésime et la mention du pays émetteur LËTZEBUERG. Le tout des douze étoiles du drapeau européen, dont cinq sont en creux. |                             |
| 2002- | Graveur : Yvette Gastauer-Claire |                             |

| 2008- | Malte, Croix de Malte | Malte, Croix de Malte |
| 2008- | La Croix de Malte sur un fond strié verticalement. En haut, entre les branches de la croix, la mention du pays émetteur MALTA et, en bas, le millésime. Le tout est entouré des douze étoiles du drapeau européen sur l'anneau extérieur. |                       |
| 2008- | Graveur : Noel Galea Bason |                       |

| 2001-2004 | Monaco, Princes Rainier III et Albert | Monaco, Princes Rainier III et Albert |
| 2001-2004 | La double effigie de Rainier III (1923-2005), Prince souverain de Monaco, et d'Albert (1958- ), Prince héréditaire, tournée vers la droite. Sur l'anneau extérieur, la mention du pays émetteur MONACO, en haut, le millésime en bas et les douze étoiles du drapeau européen rassemblées en deux groupes de 6 étoiles. |                                       |
| 2001-2004 | Graveur : Henri Thiebaud |                                       |

| 2006- | Monaco, Prince Albert II | Monaco, Prince Albert II |
| 2006- | L'effigie d'Albert II, Prince de Monaco, tournée vers la droite. En haut, la mention du pays émetteur MONACO. En bas, le millésime. Le tout est entouré des douze étoiles du drapeau européen sur l'anneau extérieur. L'effigie d'Albert II remplace l'effigie conjointe de lui et son père à la suite de la mort du Prince Rainier III, le 6 avril 2005, et son accession au trône. |                          |
| 2006- | Graveur : |                          |

| 1999-2013 | Pays-Bas, Reine Beatrix | Pays-Bas, Reine Beatrix |
| 1999-2013 | L'effigie stylisée de Beatrix (1938- ), Reine des Pays-Bas, tournée vers la gauche et dont la partie arrière est cachée par la légende BEATRIX KONINGIN DER NEDERLANDEN (Beatrix Reine des Pays-Bas), apposée verticalement en 3 lignes. Le millésime est indiqué horizontalement sous le prénom de la reine. Les douze étoiles du drapeau européen sont apposées sur la moitié gauche de l'anneau extérieur. |                         |
| 1999-2013 | Graveur : Bruno Ninaber van Eyben |                         |

| 2014- | Pays-Bas, Roi Willem-Alexander | Pays-Bas, Roi Willem-Alexander |
| 2014- | L'effigie de Willem-Alexander (1967- ), Roi des Pays-Bas, tournée vers la droite. À droite, un triple double bandeau traverse verticalement la pièce avec, le millésime et, en deux lignes, la légende Willem-Alexander Koning der Nederlanden (Willem-Alexander Roi des Pays-Bas). Le tout est entouré des douze étoiles du drapeau européen sur l'anneau extérieur. L'effigie du Roi Willem-Alexander remplace celle de sa mère à la suite de l'accession au trône de Willem-Alexander, le 30 avril 2013. |                                |
| 2014- | Graveur : Erwin Olaf |                                |

| 2002- | Portugal, Sceau royal de 1144 | Portugal, Sceau royal de 1144 |
| 2002- | Le sceau du Roi Alphonse Ier, datant de 1144, entouré, en haut, de sept châteaux et, en bas, de cinq écussons comprenant chacun 5 points. Les châteaux et les écussons étant extraits des armoiries du Portugal. Entourant chaque château, les lettres formant le nom du pays émetteur PORTUGAL. Entre chaque écusson, les chiffres formant le millésime. Le tout est entouré des douze étoiles du drapeau européen en creux sur l'anneau extérieur. |                               |
| 2002- | Graveur : Vitor Manuel Fernandes dos Santos |                               |

| 2002-2016 | Saint-Marin, Armoiries | Saint-Marin, Armoiries |
| 2002-2016 | Les armoiries de Saint-Marin composées d'un écusson reprenant les trois tours au sommet des trois sommets du mont Titano, au-dessus duquel est placée une couronne et entouré par une branche de laurier et une branche de chêne. Un ruban reprend la devise de Saint-Marin : le mot latin LIBERTAS (Liberté). En bas, en arc de cercle, la mention du pays émetteur SAN MARINO. En haut, à gauche, le millésime. Le tout est entouré des douze étoiles du drapeau européen sur l'anneau extérieur. |                        |
| 2002-2016 | Graveur : František Chochola |                        |

| 2017- | Saint-Marin, Cesta | Saint-Marin, Cesta |
| 2017- | Une représentation de la forteresse de Cesta, entourée, en arc de cercle, à gauche, de la mention du pays émetteur SAN MARINO et, en haut, du millésime. Le tout est entouré des douze étoiles du drapeau européen sur l'anneau extérieur. En 2017, Saint-Marin a modifié l'ensemble des faces nationales de ses pièces, quinze ans après l'introduction de l'euro dans le pays. |                    |
| 2017- | Graveur : Luciana De Simoni |                    |

| 2009- | Slovaquie, Double croix | Slovaquie, Double croix |
| 2009- | Une double croix posée sur le sommet le plus élevé d'un ensemble de trois collines, similaires aux armoiries de la Slovaquie, devant un fond de rochers stylisés. À droite, le nom du pays émetteur SLOVENSKO. À gauche, le millésime. Le tout est entouré des douze étoiles du drapeau européen sur l'anneau extérieur. |                         |
| 2009- | Graveur : Ivan Řehák |                         |

| 2007- | Slovénie, Primož Trubar | Slovénie, Primož Trubar |
| 2007- | Le buste du réformateur protestant slovène Primož Trubar (1508-1586), tourné légèrement vers la gauche, entouré, en haut de la légende STATI INU OBSTATI (Tenir et se tenir) et, en bas, de son nom en deux lignes PRIMOŽ TRUBAR. Le tout est entouré des douze étoiles du drapeau européen entre lesquelles sont disposées les lettres du nom du pays émetteur SLOVENIJA et le millésime en 2 lignes. |                         |
| 2007- | Graveur : Miljenko Licul (sl), Maja Licul et Janez Boljka (sl) |                         |

| 2002-2005 | Vatican, Pape Jean-Paul II | Vatican, Pape Jean-Paul II |
| 2002-2005 | L'effigie du Pape Jean-Paul II (1920-2005), portant une calotte, tournée vers la gauche. Le tout est entouré, sur l'anneau extérieur, de la mention du pays émetteur CITTÀ DEL VATICANO, en bas, suivie du millésime, et des douze étoiles du drapeau européen, sur la partie supérieure. |                            |
| 2002-2005 | Graveur : Uliana Pernazza |                            |

| 2005 | Vatican, Sede vacante | Vatican, Sede vacante |
| 2005 | Les armoiries d'Eduardo Martínez Somalo, Camerlingue de la Sainte Église romaine, sous l'emblème de la Chambre apostolique, entourées de la légende •SEDE•VACANTE•MMV• (Siège vacant 2005). Le tout est entouré, sur l'anneau extérieur, de la mention du pays émetteur CITTÀ DEL VATICANO, en bas et des douze étoiles du drapeau européen, en haut. À la suite du décès du Pape Jean-Paul II, le 2 avril 2005, le Siège pontifical est resté vacant jusqu'à l'élection du Pape Benoît XVI, le 19 avril 2005. Pendant cette période, la Chambre apostolique est placé sous la responsabilité du Camerlingue, le cardinal Eduardo Martínez Somalo. Par tradition, les pièces portent ses armoiries pour marquer la vacance du Siège apostolique. |                       |
| 2005 | Graveur : Maria Carmela Colaneri |                       |

| 2006-2013 | Vatican, Pape Benoît XVI | Vatican, Pape Benoît XVI |
| 2006-2013 | L'effigie du Pape Benoît XVI (1927-2022), portant une calotte, légèrement tournée vers la droite et entourée de la mention du pays émetteur CITTÀ DEL VATICANO. À droite, le millésime. Le tout est entouré des douze étoiles du drapeau européen, sur l'anneau extérieur. Élu Pape sous le nom de Benoît XVI, le 19 avril 2005, l'effigie de Joseph Ratzinger apparaît sur les pièces du Vatican à partir de 2006. |                          |
| 2006-2013 | Graveur : Luciana De Simoni |                          |

| 2014-2016 | Vatican, Pape François - Effigie | Vatican, Pape François - Effigie |
| 2014-2016 | L'effigie du Pape François, portant une calotte et entouré de la mention du pays émetteur CITTÀ DEL VATICANO. À droite, le millésime. Le tout est entouré des douze étoiles du drapeau européen, sur l'anneau extérieur. Élu Pape sous le nom de François (1936- ), le 13 mars 2013, l'effigie de Jorge Bergoglio remplace celle de Benoît XVI sur les pièces du Vatican à partir de 2014. |                                  |
| 2014-2016 | Graveur : Patrizio Daniele (dessin) et Maria Carmela Colaneri (gravure) |                                  |

| 2017- | Vatican, Pape François - Armoiries | Vatican, Pape François - Armoiries |
| 2017- | Les armoiries du Pape François entourées de la mention du pays émetteur CITTÀ DEL, à gauche, et VATICANO, à droite. En bas, à droite, le millésime. Le tout est entouré des douze étoiles du drapeau européen, sur l'anneau extérieur. |                                    |
| 2017- | Graveur : Maria Carmela Colaneri |                                    |

## Pièces en circulation
Au 1er janvier 2025, il y avait 8 462 323 833 pièces de 1 euro en circulation au sein de la zone euro.
La Banque centrale européenne contrôle constamment la circulation et le stock de pièces et de billets en euro. C'est une tâche effectuée par l'Eurosystème (c’est-à-dire la Banque centrale européenne (BCE) et les vingt banques centrales nationales (BCN) de la zone euro) pour assurer un approvisionnement efficace et sans heurts de l'euro et pour en maintenir l'intégrité.
La BCE fournit chaque mois des statistiques sur le nombre de pièces de monnaie en circulation.
Il s’agit d’un nombre net, à savoir du nombre de pièces émises, diminué de la somme des pièces retirées ou rentrées et des pièces en dépôt dans les banques nationales de la zone euro.
Les chiffres fournis sont les suivants :
| Année | Quantité      | Valeur        | Année | Quantité      | Valeur        | Année | Quantité      | Valeur        |
| ----- | ------------- | ------------- | ----- | ------------- | ------------- | ----- | ------------- | ------------- |
| *     | 3 443 396 459 | 3 443 396 459 | 2008  | 6 015 111 285 | 6 015 111 285 | 2015  | 6 816 031 785 | 6 816 031 785 |
| 2002  | 3 586 526 322 | 3 586 526 322 | 2009  | 6 184 311 017 | 6 184 311 017 | 2016  | 6 977 250 417 | 6 977 250 417 |
| 2003  | 4 132 639 810 | 4 132 639 810 | 2010  | 6 345 152 537 | 6 345 152 537 | 2017  | 7 206 737 260 | 7 206 737 260 |
| 2004  | 4 518 506 408 | 4 518 506 408 | 2011  | 6 457 798 132 | 6 457 798 132 | 2018  | 7 388 488 292 | 7 388 488 292 |
| 2005  | 4 909 867 594 | 4 909 867 594 | 2012  | 6 464 902 157 | 6 464 902 157 | 2019  | 7 562 384 683 | 7 562 384 683 |
| 2006  | 5 315 992 461 | 5 315 992 461 | 2013  | 6 512 869 887 | 6 512 869 887 | 2020  | 7 590 824 869 | 7 590 824 869 |
| 2007  | 5 717 568 020 | 5 717 568 020 | 2014  | 6 657 159 544 | 6 657 159 544 |       |               |               |

* : au lancement de l'euro fiduciaire (1er janvier 2002).
La publication des statistiques les plus significatives du nombre de pièces en circulation relevées chaque année est celle du 31 décembre, ce nombre étant le plus élevé de l'année, sauf en 2020, année au cours de laquelle le nombre maximum de pièces en circulation a été atteint en septembre avec 7 621 891 011 pièces.
Les statistiques pour chaque valeur sont disponibles à la page générale des pièces de monnaie en euro.

## Compléments